# Molorchus
Genre
Molorchus est un genre de coléoptères de la famille des Cerambycidae.

## Espèce rencontrée en Europe
En Europe, ce genre ne comprend qu'une seule espèce :
- Molorchus minor (Linnaeus, 1758)

## Liste d'espèces
Selon Catalogue of Life (26 août 2014) :
- Molorchus abieticola
- Molorchus asperanus
- Molorchus aureomaculatus
- Molorchus bimaculatus
- Molorchus carus
- Molorchus changi
- Molorchus eburneus
- Molorchus foveolus
- Molorchus ikedai
- Molorchus juglandis
- Molorchus liui
- Molorchus longicollis
- Molorchus marginalis
- Molorchus minor
- Molorchus monticola
- Molorchus pallidipennis
- Molorchus pinivorus
- Molorchus relictus
- Molorchus taprobanicus

Selon ITIS (26 août 2014) :
- Molorchus bimaculatus Say, 1824
- Molorchus eburneus Linsley, 1931
- Molorchus longicollis LeConte, 1873

Selon NCBI (26 août 2014) :
- Molorchus minor

Selon Paleobiology Database (26 août 2014) :
- Molorchus antiquus